# Natividad
Natividad is een gemeente in de Filipijnse provincie Pangasinan op het eiland Luzon. Bij de laatste census in 2007 had de gemeente bijna 22 duizend inwoners.

## Geografie

### Bestuurlijke indeling
Natividad is onderverdeeld in de volgende 18 barangays:
| - Barangobong - Batchelor East - Batchelor West - Burgos - Cacandungan - Calapugan - Canarem - Luna - Poblacion East | - Poblacion West - Rizal - Salud - San Eugenio - San Macario Norte - San Macario Sur - San Maximo - San Miguel - Silag |

## Demografie
Natividad had bij de census van 2007 een inwoneraantal van 21.560 mensen. Dit zijn 1.690 mensen (8,5%) meer dan bij de vorige census van 2000. De gemiddelde jaarlijkse groei komt daarmee uit op 1,13%, hetgeen lager is dan het landelijk jaarlijks gemiddelde over deze periode (2,04%).